# Đội Thiếu niên Tiên phong Trung Quốc
Đội Thiếu niên Tiên phong Trung Quốc (tiếng Trung: 中国少年先锋队), viết tắt Đội Thiếu Tiên Trung Quốc (tiếng Trung: 中国少先队), Đội Thiếu Tiên (tiếng Trung: 少先队), là Đội thiếu niên tiền phong của Đảng Cộng sản Trung Quốc, là tổ chức lãnh đạo nhi đồng của Đoàn Thanh niên Cộng sản Trung Quốc.
Chịu ảnh hưởng từ Tổ chức Thiếu niên Tiền phong Toàn Liên bang V.I Lenin, Đảng Cộng sản Trung Quốc đã thành lập một số tổ chức cộng sản lãnh đạo nhi đồng thiếu niên, vào năm 1931 tại Khu Xô viết thành lập Đội Thiếu niên Tiên phong và sau thành lập thêm Đoàn Nhi đồng. Sau khi thành lập Cộng hòa Nhân dân Trung Hoa, ngày 13/10/1949 Ủy ban Trung ương Đoàn Thanh niên Cộng sản Trung Quốc tuyên bố thành lập "Đội Thiếu niên Tiên phong", và từ tháng 6/1953 Đội Thiếu niên Tiên phong và Đoàn Nhi đồng hợp nhất thành một.
Đội Thiếu niên Tiên phong Trung Quốc chủ yếu dựa trên tập trung dân chủ, và các nền tảng khác có nguồn gốc chính từ Liên Xô. Đại hội Đại biểu Toàn quốc Đội Thiếu niên Tiên phong Trung Quốc là cơ quan tối cao của Đội Thiếu niên Tiên phong. Đại hội Đại biểu Toàn quốc Đội Thiếu Tiên có nhiệm vụ bầu Ủy ban Công tác Toàn quốc Đội Thiếu niên Tiên phong Trung Quốc với nhiệm kỳ 5 năm. Do ủy ban thường tổ chức triệu tập 1 năm 1 lần, nên đa số công tác quản lý thường do Ban Thiếu niên Trung ương Đoàn Thanh niên Cộng sản thuộc Ủy ban Công tác Toàn quốc Đội Thiếu niên Tiên phong Trung Quốc quản lý. Người chịu trách nhiệm quản lý là Chủ nhiệm Ủy ban Công tác Toàn quốc Đội Thiếu Tiên.
Độ tuổi gia nhập Đội Thiếu niên Tiên phong là từ 6 đến 14 tuổi, và đa số học sinh tiểu học đều tham gia vào Đội Thiếu niên Tiên phong. Tính đến năm 2002, Đội Thiếu niên Tiên phong đạt 130,000,000 đội viên, trở thành tổ chức tiên phong lớn nhất thế giới.
Đội Thiếu niên Tiên phong luôn luôn khẳng định mục tiêu là đạt được lý tưởng chủ nghĩa cộng sản, xem mình là tổ chức tiên phong đại diện cho đa số thanh thiếu niên Trung Quốc. Trong "Điều lệ Đội Thiếu niên Tiên phong" tuân theo chủ nghĩa xã hội đặc sắc Trung Quốc, và bày tỏ Đội Thiếu niên Tiên phong: "là một tổ chức quần chúng của thiếu niên nhi đồng Trung Quốc, là trường học để thiếu niên nhi đồng học tập chủ nghĩa cộng sản và chủ nghĩa cộng sản đặc sắc Trung Quốc, là đội dự bị xây dựng chủ nghĩa xã hội và chủ nghĩa cộng sản." 

## Tên gọi

### Đội kỳ
Đội kỳ màu đỏ, màu của biểu tưởng cách mạng chiến thắng, có ngôi sao năm cánh tại trung tâm, đại diện cho sự lãnh đạo của Đảng Cộng sản Trung Quốc, ngọn đuốc tượng trưng cho ánh sáng. Đội kỳ với ngụ ý rằng: Dưới sự lãnh đạo của Đảng Cộng sản Trung Quốc, tiến tới một tương lai tươi sáng.
Đại đội kỳ cao 90 cm, dài 120 cm và trung tâm là ngôi sao năm cánh và ngọn đuốc (ngọn đuốc chèn màu vàng, màu đỏ). Trung đội kỳ cao 60 cm, dài 80 cm, với đoạn cắt dài 20 cm, với tam giác cân 60 cm. Ngôi sao năm cánh và ngọn đuốc (tương tự đại đội kỳ) ở giữa hình vuông dài 60 cm.
|            |
| Đại đội kỳ |

|              |
| Trung đội kỳ |

### Biểu tượng
Đội huy do ngôi sao năm cánh và ngọn đuốc với biểu ngữ "Đội Thiếu niên Tiên phong Trung Quốc" trên dải ruy băng đỏ cấu thành. Ngôi sao năm cánh, biểu ngữ "Đội Thiếu niên Tiên phong Trung Quốc", và ngọn đuốc tạo từ màu vàng, "Đội Thiếu niên Tiên phong Trung Quốc" với phông chữ đậm. Năm 1980, Lưu Khác Sơn thiết kế biểu tượng với sự tham khảo từ nhiều quốc gia khác.

### Khăn quàng đỏ

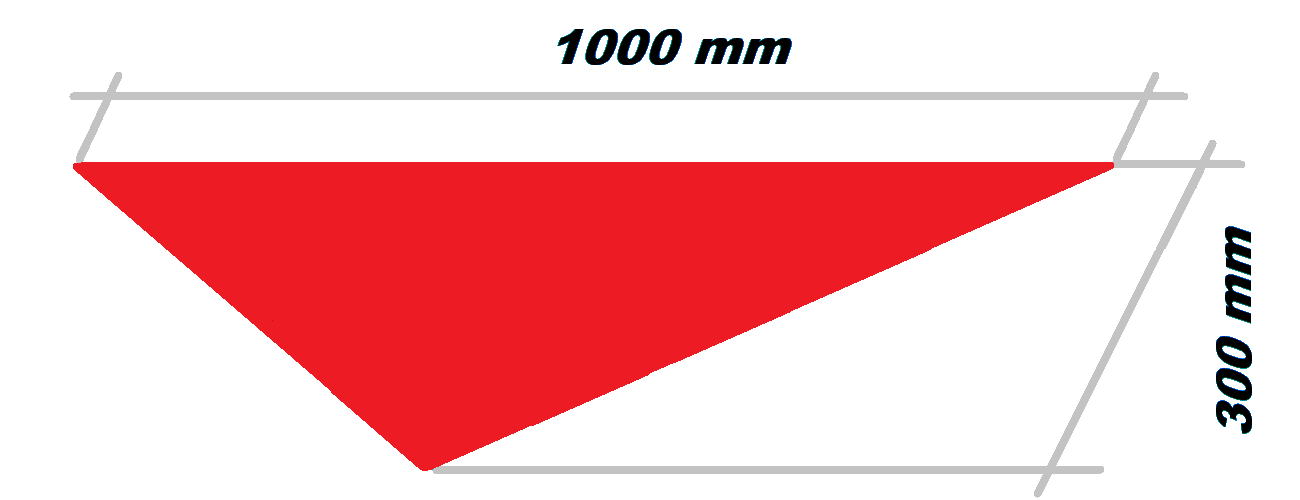
Khăn quàng đỏ

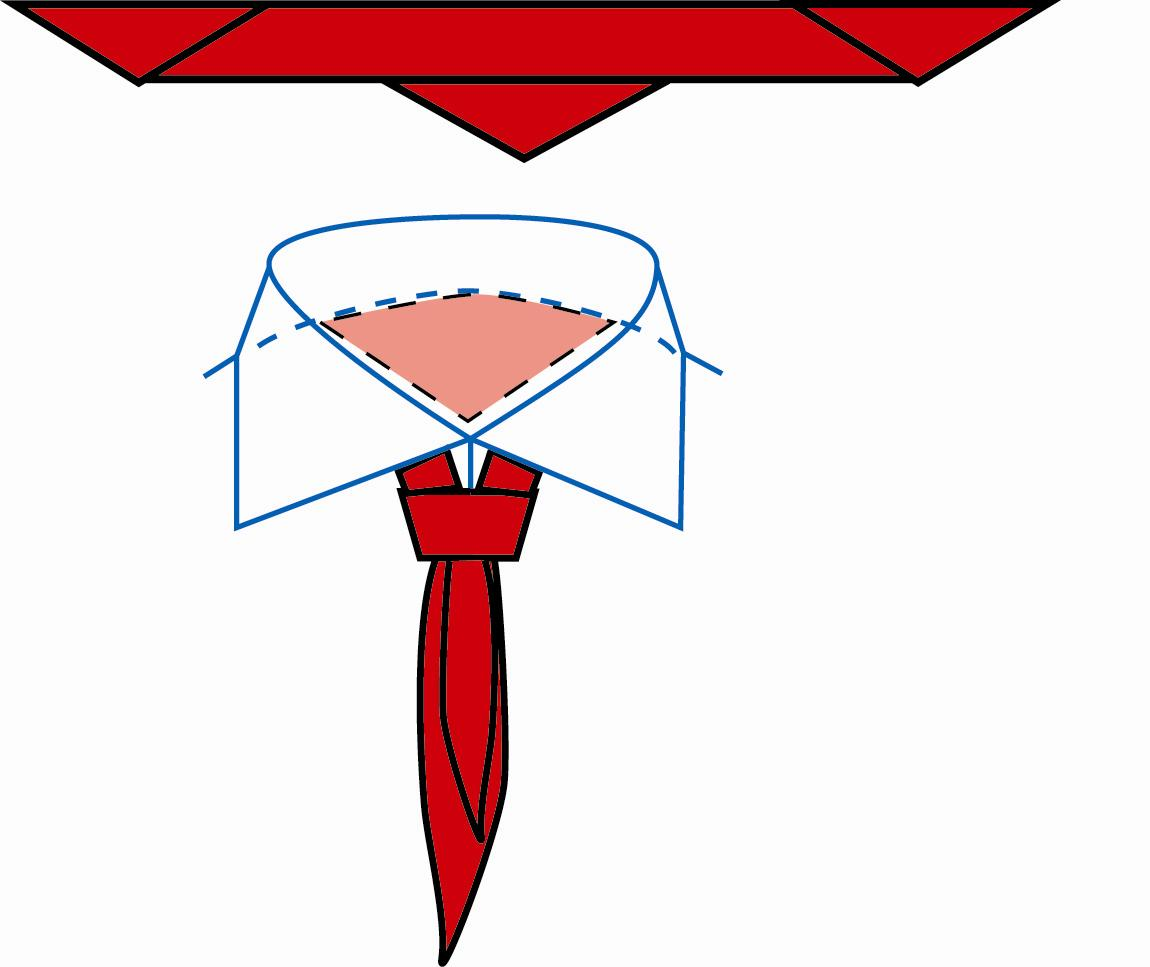
Cách thắt khăn quàng đỏ kiểu Trung Quốc

Khăn quàng đỏ (红领巾 hónglǐngjīn) là đồng phục duy nhất được cấp cho Đội viên. Trẻ em đeo khăn quàng đỏ là một cảnh phổ biến ở Trung Quốc, Việt Nam và một số nước xã hội chủ nghĩa trước đây.
Khăn đỏ thường được đeo quanh cổ và buộc. Tại trường học Trung Quốc, học sinh phải đeo đội huy và quàng khăn đỏ trước khi vào cổng trường như là việc làm thường xuyên.
Điều lệ Đội giải thích chiếc khăn tương ứng với phần bị thiếu trên Trung đội kỳ. Và màu đỏ của chiếc khăn được nhuộm bởi máu của những chiến sĩ hy sinh vì lý tưởng cách mạng, và tất cả các đội viên phải mang chiếc khăn với sự tôn kính.

### Khẩu hiệu
Những Đội viên chào nhau bằng cách uốn bàn tay phải và nâng cao tay trên đầu, lòng bàn tay phẳng và hướng xuống dưới, và các ngón tay lại khép với nhau. Nó tượng trưng cho lợi ích của Nhân dân lên trên tất cả.
Khẩu hiệu là:
- tiếng Trung: 准备着，为共产主义事业而奋斗!
- (pinyin: Zhǔnbèizhe, wèi gòngchǎnzhǔyì shìyè ér fèndòu!)
- Dịch nghĩa: "Luôn sẵn sàng, phấn đấu cho sự nghiệp chủ nghĩa cộng sản!"

Và được đáp lại:
- tiếng Trung: 时刻准备着!
- (pinyin: Shíkè zhǔnbèizhe!)
- Dịch nghĩa: "Luôn luôn sẵn sàng!"

Hành vi được quy định Đội Thiếu niên Tiên phong, theo điều lệ đội, là:
- Tiếng Trung: 诚实、勇敢、活泼、团结
- (pinyin: chéngshí, yǒnggǎn, huópō, tuánjié)
- Dịch nghĩa: Thành thật, Dũng cảm, Hoạt bát, Đoàn kết

Lới hứa đội viên là:
- Tiếng Trung: 我是中国少年先锋队队员。我在队旗下宣誓：我热爱中国共产党，热爱祖国，热爱人民，好好学习，好好锻炼，准备着：为共产主义事业贡献力量。
- (pinyin: Wǒ shì Zhōngguó Shàonián Xiānfēngduì duìyuán. Wǒ zài Duìqí xià xuānshì: wǒ rè'ài Zhōngguó Gòngchándǎng, rè'ài zǔguó, rè'ài rénmín, hǎohǎo xúexí, hǎohǎo duànliàn, zhǔnbèizhe: wèi gòngchǎnzhǔyì shìyè gòngxiàn lìliàng.)
- Dịch nghĩa: Tôi là đội viên của Đội Thiếu niên Tiên phong Trung Quốc. Dưới lá cờ Đội tôi xin hứa rằng: Tôi sẽ tuyệt đối yêu Đảng Cộng sản Trung Quốc, Tổ quốc, và Nhân dân; Tôi sẽ nghiên cứu tốt và giữ cho bản thân mình luôn khỏe mạnh, và nỗ lực cống hiến cho sự nghiệp chủ nghĩa cộng sản.

### Đội ca
Đội ca trong lịch sử có 2 bài hát, tháng 4/1950, do Quách Mạt Nhược sáng tác, Mã Tư Thông soạn nhạc "Đội ca Đội Nhi đồng Thiếu niên Trung Quốc" được chỉ định làm đội ca Đội Thiếu nhi, là ca khúc đầu tiên của Đội Thiếu niên Tiên phong. Ngày 27/10/1978, do Chu Uất Huy sáng tác, Kí Minh soạn nhạc bài hát "Chúng tôi là những người kế thừa chủ nghĩa cộng sản" trong bộ phim "Anh hùng Tiểu Bát lộ" được chỉ định làm Đội ca Đội Thiếu niên Tiên phong.

## Lịch sử

### Cơ quan tiền nhiệm
Ngày 19/5/1922, Đại hội Đại biểu Đoàn Thanh niên Cộng sản Toàn Nga quyết định thành lập tổ chức Đội Thiến niên Tiền phong Đỏ, đương thời là hướng đạo sinh lao động. Hội nghị kiến nghị Trung ương căn cứ thành lập các tổ chức cho thiếu nhi nhi đồng không phân biệt tổ chức dành cho thiếu niên hay nhi đồng. Ngày 17/6, Trung ương Đoàn Thanh niên Cộng sản thông qua "nghị quyết tổ chức vận động nhi đồng". Nghị quyết chỉ ra rằng: "tại các khu vực Xô viết, thành lập tổ chức thống nhất đoàn nhi đồng chủ nghĩa Cộng sản, không phân biệt giai cấp xuất thân công nông, mọi nhi đồng đều có thể tham gia". Đoàn nhi đồng lấy tiêu chí là khăn quàng đỏ, lấy tên sau khi Lenin qua đời là "Đội Thiếu niên Tiền phong Lenin" lời thề "luôn sẵn sàng, luôn luôn sẵn sàng"; nghi thức Đoàn nhi đồng là giơ tay chào. Ngày 8/1/1932, Tổng đội Đội Thiếu niên Tiên phong Xô viết Trung ương quyết định thành lập "Thiếu niên Tiền phong". Từ ngày 21-25/1, tại Thụy Kim, Giang Tây, Đại hội đại biểu Đội Thiếu niên Tiên phong Xô viết toàn quốc tiến hành khai mạc. Tuyên bố "Đội Thiếu niên Tiên phong là "những người bảo vệ quyền lực của Liên Xô".
Trước khi Cộng hòa Nhân dân Trung Hoa ra đời, Đảng Cộng sản Trung Quốc sáng lập và lãnh đạo tổ chức cách mạng thiếu niên nhi đồng chủ yếu trong thời kỳ chiến tranh Bắc phạt là Đoàn Trẻ em lao động, trong thời kỳ nội chiến thứ nhất là Đoàn Nhi đồng Cộng sản. Trong thời kỳ kháng Nhật là đoàn nhi đồng và thời kỳ nội chiến thứ hai là Cấp Đoàn Nhi đồng. Năm 1924, thành lập Đoàn Trẻ em lao động, là tổ chức thiếu niên nhi đồng do Đảng Cộng sản Trung Quốc thành lập và lãnh đạo trong thời kỳ chiến tranh cách mạng trong nước lần thứ nhất. Nhậm Bật Thời học hỏi kinh nghiệm thành công từ các nước Tây Âu, Liên Xô để tổ chức, kết hợp thực tế sau vận động 30/5 tại Trung Quốc, "Để phát triển một thành viên tương lai của giai cấp vô sản, nhằm nâng cao công tác giáo dục giai cấp vô sản mới, chúng ta nên bắt đầu công tác này", "Tổ chức Đoàn Trẻ em lao động mở rộng đến trẻ em nghèo và quần chúng trong nước". "Nghị quyết về công tác Đoàn Thanh niên Trung ương", căn cứ công tác Quốc tế Thiếu niên Cộng sản Đội Thiếu niên tổng kết chỉ thị kinh nghiệm phong phú, mở rộng phạm vi tổ chức Đội Thiếu niên Tiên phong. Năm 1932, "Nghị quyết công tác vận động tháng 5 đỏ trung ương" quyết định Đội Thiếu niên Tiên phong do quần chúng công nhân, đảng viên Đảng Cộng sản Trung Quốc lãnh đạo. Đa số Đội thiếu niên đỏ thường không có khả năng tự vệ thường phối hợp với Hồng quân tác chiến, và bỏ chạy khi chiến sự xảy ra. Năm 1927 thành lập Đoàn Nhi đồng Cộng sản.
Sau thời kỳ kháng Nhật, Đoàn Nhi đồng Cộng sản đổi tên thành Đoàn Nhi đồng Kháng Nhật, và từ năm 1946 là Đoàn Nhi đồng.

### Sau khi thành lập Cộng hòa Nhân dân Trung Hoa

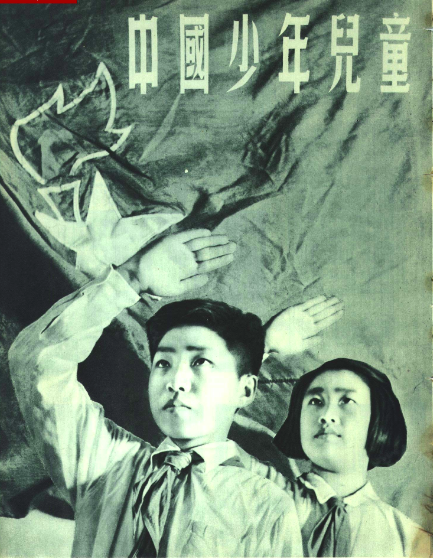
Hình ảnh "Thiếu niên Nhi đồng Trung Quốc" trong tranh cổ động năm 1951.

Vào ngày 13/10/1949, Đội Thiếu niên Nhi đồng được thành lập. Năm 1950, Trung ương Đoàn Thanh niên Cộng sản triệu tập Đại hội Cán bộ Công tác Thiếu niên Nhi đồng Toàn quốc lần thứ nhất, và thực hiện "ba quan trọng ba không quan trọng". Tháng 6/1953, Đội Thiếu niên Nhi đồng Trung Quốc đổi tên thành Đội Thiếu niên Tiên phong Trung Quốc, tiến hành "kế hoạch nhỏ 5 năm". Tháng 11/1953, Trung ương Đoàn Thanh niên Cộng sản triệu tập Hội nghị Công tác Thiếu niên Nhi đồng Toàn quốc lần thứ 2. Ngày 1/6/1954, căn cứ Trung ương Đảng quyết định, Đoàn Thanh niên Cộng sản chính thức công bố "Điều lệ Đội Thiếu niên Tiên phong Trung Quốc".
Năm 1955, tổ chức Hội nghị Công tác Thiếu niên Nhi đồng Toàn quốc lần thứ 3. Tháng 6/1958, Hội nghị Trung ương lần thứ 3 Toàn quốc Trung ương Đoàn Thanh niên Cộng sản khóa 3 thông qua lời thề Đội. Nội dung: "Tôi là Đội viên Đội Thiếu niên Tiên phong Trung Quốc dưới lá cờ đội xin thề: Tôi quyết tâm làm theo những lời dạy từ Đảng Cộng sản Trung Quốc, học tập tốt tốt, làm việc tốt tốt, công tác tốt tốt, luôn sẵn sàng: để góp phần vào sự nghiệp của chủ nghĩa cộng sản".
Năm 1960, Trung ương Đoàn Thanh niên Cộng sản triệu tập Hội nghị Công tác Đội Thiếu niên Tiên phong Toàn quốc lần thứ 4, hội nghị đưa thuyết trình "Giương cao ngọn cờ tư tưởng Mao Trạch Đông, vận động thiếu niên nhi đồng kiên trì định hướng tới chủ nghĩa cộng sản". Năm 1962, Trung ương Đoàn Thanh niên Cộng sản triệu tập Hội nghị Công tác Đội Thiếu niên Tiên phong Toàn quốc lần thứ 5, hội nghị đưa thuyết trình "Phấn đấu để có một thế hệ cộng sản mới".
Trong thời kỳ cách mạng văn hóa, công tác đội thiếu niên tiên phong bị đình trệ, thay thế là Hồng vệ binh. Tuy nhiên, do việc thực hiện các tiêu chí đánh giá, hầu hết đội viên Đội Thiếu niên Tiên phong trong Cách mạng Văn hoá không tham gia Hồng vệ binh.
Tháng 10/1978, Đại hội Đoàn Thanh niên Cộng sản khóa X tuyên bố khôi phục tổ chức thiếu niên nhi đồng và tên gọi Đội Thiếu niên Tiên phong. Đội Thiếu niên Tiên phong được xây dựng lại. Năm 1979, Trung ương Đoàn Thanh niên Cộng sản triệu tập Hội nghị Công tác Đội Thiếu niên Tiên phong Toàn quốc lần thứ 6. Từ ngày 25/7 đến 4/8/1984, Trung ương Đoàn Thanh niên Cộng sản và Bộ Giáo dục liên hiệp triển khai tại Bắc Kinh "Đại hội Đại biểu tư vấn và Đội viên Đội thiếu niên Tiên phong Trung Quốc", đại hội thành lập Ủy ban Công tác Toàn quốc Đội Thiếu niên Tiên phong Trung Quốc.
Ngày 3/6/2005, Đại hội Đại biểu toàn quốc lần thứ 5 Đội Thiếu niên Tiên phong Trung Quốc đã bầu Ủy ban Công tác Toàn quốc nhiệm kỳ mới. Từ ngày 1/6 đến 2/6/2010, Đại hội Đại biểu toàn quốc lần thứ 6 Đội Thiếu niên Tiên phong Trung Quốc đã bầu Ủy ban Công tác Toàn quốc nhiệm kỳ mới.
Đội thiếu niên tiên phong có "Điều lệ Đội Thiếu niên Tiên phong Trung Quốc", Điều lệ hiện hành được Đại hội Đại biểu toàn quốc lần thứ 4 sửa đổi ngày 3/6/2000.

## Lãnh đạo

### Ủy ban Công tác Toàn quốc lần thứ nhất (1984-1990)
- Chủ nhiệm: 
Lý Nguyên Triều

### Ủy ban Công tác Toàn quốc lần thứ 2 (1990-1995)
- Chủ nhiệm:
Lý Nguyên Triều (1990-1991)
Lý Khắc Cường (1991-1993)
Viên Thuần Thanh (1993-1995)

### Ủy ban Công tác Toàn quốc lần thứ 3 (1995-2000)
- Chủ nhiệm:
Lưu Bằng (1995-1998)
Bayanqolu (1998-2000)

### Ủy ban Công tác Toàn quốc lần thứ 4 (2000-2005)
- Chủ nhiệm:
Bayanqolu (2000-2001)
Tôn Kim Long (2001-2003)
Triệu Dũng (2003-2005)

### Ủy ban Công tác Toàn quốc lần thứ 5 (2005-2010)
- Chủ nhiệm:
Triệu Dũng (2005-2006)
Dương Nhạc (2006-2009)
La Mai (2009-2010)

### Ủy ban Công tác Toàn quốc lần thứ 6 (2010-2015)
- Chủ nhiệm:
La Mai

### Ủy ban Công tác Toàn quốc lần thứ 7 (2015-2020)
- Chủ nhiệm:
La Mai (2015-2017)
Phó Chấn Bang (2017-nay)